# Meridiano 86 E
O meridiano 86 E é um meridiano que, partindo do Polo Norte, atravessa o Oceano Ártico, Ásia, Oceano Índico, Oceano Antártico, Antártida e chega ao Polo Sul. Forma um círculo máximo com o Meridiano 94 W.
Começando no Polo Norte, o meridiano 86º Este tem os seguintes cruzamentos:
| País, território ou mar | Notas                                                                                   |
| ----------------------- | --------------------------------------------------------------------------------------- |
| Oceano Ártico           |                                                                                         |
| Mar de Kara             |                                                                                         |
| Rússia                  | Krai de Krasnoyarsk                                                                     |
| Golfo do Pyasina        |                                                                                         |
| Rússia                  | Krai de Krasnoyarsk Oblast de Tomsk Oblast de Kemerovo Krai de Altai República de Altai |
| Cazaquistão             |                                                                                         |
| China                   | Xinjiang Tibete                                                                         |
| Nepal                   | Passa a oeste do Monte Everest, na fronteira China-Nepal                                |
| Índia                   | Bihar Jharkhand Bengala Ocidental Jharkhand Orissa Jharkhand Orissa Jharkhand Orissa    |
| Oceano Índico           |                                                                                         |
| Oceano Antártico        |                                                                                         |
| Antártida               | Território Antártico Australiano, reclamado pela Austrália                              |